# Агент, высвобождающий серотонин
Серотонин-высвобождающий агент (СВА) — это тип препарата, который вызывает высвобождение серотонина в нейрональную синаптическую щель. Селективный серотонин-высвобождающий агент (ССВА) — это СВА с менее значительной или нулевой эффективностью в создании оттока нейротрансмиттера в других типах моноаминовых нейронов.
SSRA использовались клинически в качестве анорексигенных средств, и они также были предложены в качестве новых антидепрессантов и анксиолитиков с потенциалом для более быстрого начала действия и более высокой эффективностью по сравнению с селективными ингибиторами обратного захвата серотонина (СИОЗС).
Близкородственный тип препарата — ингибитор обратного захвата серотонина (ИСОЗС).

## Примеры и использование СВА
Амфетамины, такие как MDMA, MDEA, MDA и MBDB, среди прочих родственников (см. MDxx), являются рекреационными наркотиками, называемыми энтактогенами. Они действуют как серотонин-норэпинефрин-дофамин-высвобождающие агенты (СНДВА), а также агонизируют рецепторы серотонина, такие как рецепторы подсемейства 5-HT2. Фенфлурамин, хлорфентермин и аминорекс, которые также являются амфетаминами и родственниками, ранее использовались в качестве анорексигенных средств, но были сняты с производства из-за проблем с клапанной недостаточностью сердца. Этот побочный эффект был приписан их дополнительному действию мощного агонизма рецептора 5-HT2B. Сообщалось, что дизайнерский наркотик 4-метиламинорекс, который является агонистом СНДВА и 5-HT2B, также вызывает этот эффект.
Многие триптамины, такие как DMT, DET, DPT, DiPT, псилоцин и буфотенин, являются SRA, а также неселективными агонистами серотониновых рецепторов. Эти препараты являются серотонинергическими психоделиками, что является следствием их способности активировать рецептор 5-HT2A. αET и αMT, также триптамины, являются SNDRA и неселективными агонистами серотониновых рецепторов, которые изначально считались ингибиторами моноаминоксидазы и ранее использовались в качестве антидепрессантов. С тех пор они были сняты с производства и теперь встречаются исключительно как рекреационные наркотики.
Инделоксазин является SRA и ингибитором обратного захвата норадреналина, который ранее использовался в качестве антидепрессанта, ноотропа и нейропротектора.

## Список ССВА

### Фармацевтические препараты
- Хлорфентермин (Апседон, Дезопимон, Люкофен)
- Клофорекс (Оберекс) (пролекарство хлорфентермина)
- Дексфенфлурамин (Редукс) (энантиомер фенфлурамина)
- Этолорекс (пролекарство хлорфентермина; никогда не продавался)
- Фенфлурамин (Пондимин, Фен-Фен)
- Флуцеторекс (родственный хлорфентермину; никогда не продавался)
- Инделоксазин (Элен, Ноин) (неселективный; снят с производства)
- Левофенфлурамин (энантиомер фенфлурамина)
- Карбамазепин (Экветро, Эпитол и многие другие вариации)

## Химические вещества для исследований
- Амифламин (FLA-336)
- Виквалин (PK-5078)
- 2-Метил-3,4-метилендиоксиамфетамин (2-Метил-MDA)
- 3-Метокси-4-метиламфетамин (MMA)
- 3-Метил-4,5-метилендиоксиамфетамин (5-Метил-MDA)
- 3,4-Этилендиокси-N-метиламфетамин (EDMA)
- 4-Метоксиамфетамин (PMA)
- 4-Метокси-N-этиламфетамин (PMEA)
- 4-Метокси-N-метиламфетамин (PMMA)
- 4-Метилтиоамфетамин (4-MTA)
- 5-(2-Аминопропил)-2,3-дигидробензофуран (5-APDB)
- 5-Инданил-2-аминопропан (5-APDI)
- 5-Метокси-6-метиламиноиндан (MMAI)
- 5-Трифторметил-2-аминоиндан (TAI)
- 5,6-Метилендиокси-2-аминоиндан (MDAI)
- 5,6-Метилендиокси-N-метил-2-аминоиндан (MDMAI)
- 6-Хлор-2-аминотетралин (6-CAT)
- 6-Тетралинил-2-аминопропан (6-APT)
- 6,7-Метилендиокси-2-аминотетралин (MDAT)
- 6,7-Метилендиокси-N-метил-2-аминотетралин (MDMAT)
- N-Этил-5-трифторметил-2-аминоиндан (ETAI)
- 6-(2-аминопропил)бензофураны (6-APB)
- 5-(2-аминопропил)бензофуран (5-APB)